# Заліська сільська рада (Ратнівський район)
| Заліська сільська рада — колишня адміністративно-територіальна одиниця та орган місцевого самоврядування у Ратнівському районі Волинської області з адміністративним центром у с. Заліси. Припинила існування 27 грудня 2016 року через об'єднання до складу Заболоттівської селищної територіальної громади Волинської області. Натомість утворено Заліський старостинський округ при Заболоттівській сільській громаді. Історична дата утворення: в 1928 році. Водоймища на території, підпорядкованій даній раді: озера Турське, Туріченське. Сільській раді були підпорядковані населені пункти: - с. Заліси |

## Склад ради
Рада складалася з 16 депутатів та голови.

### Керівний склад ради
| ПІБ                         | Основні відомості                                                                                                | Дата обрання | Дата звільнення |
| --------------------------- | --- | ------------ | --------------- |
| Шпак Олександр Васильович   | Сільський голова, 1963 року народження, освіта, безпартійний                                                     | 26.03.2006   | 31.10.2010      |
| Корецький Михайло Кирилович | Сільський голова, 1962 року народження, освіта середня спеціальна, член Всеукраїнського об'єднання «Батьківщина» | 31.10.2010   | 27.05.2012      |
| Корецький Віктор Кирилович  | Сільський голова, 1980 року народження, освіта вища, член Всеукраїнського об'єднання «Батьківщина»               | 27.05.2012   |                 |

Примітка: таблиця складена за даними джерела

## Населення
За переписом населення України 2001 року в селі мешкала 1421 особа.

### Мова
Розподіл населення за рідною мовою за даними перепису 2001 року:
| Мова       | Відсоток |
| ---------- | -------- |
| українська | 99,58 %  |
| білоруська | 0,28 %   |
| російська  | 0,14 %   |